# Omar de la Cruz
José Omar de la Cruz Mangas (Ibiza, 26 agosto 2001) è un calciatore dominicano con cittadinanza spagnola, centrocampista del Cibao.

## Biografia
È nato in Spagna da padre dominicano e madre spagnola.

## Carriera

### Club
De la Cruz ha iniziato a giocare nelle giovanili di Damm e Maiorca per poi passare al Calahorra dove si è alternato fra prima squadra e riserve. Nel gennaio del 2022 è passato all'Ibiza Islas Pitiusas dove ha giocato per un anno e mezzo prima di passare al Peña Deportiva.
Nell'estate del 2024 ha lasciato la Spagna per firmare con i colombiani del Patriotas Boyacá.

### Nazionale
Ha giocato nella nazionale dominicana Under-23.
Nel 2024 è stato convocato dalla nazionale olimpica dominicana per partecipare ai Giochi della XXXIII Olimpiade.

## Statistiche

### Presenze e reti nei club
Statistiche aggiornate al 24 luglio 2024.
| Stagione        | Squadra              | Campionato      | Campionato | Campionato | Coppe nazionali | Coppe nazionali | Coppe nazionali | Coppe continentali | Coppe continentali | Coppe continentali | Altre coppe | Altre coppe | Altre coppe | Totale | Totale | Totale |
| Stagione        | Squadra              | Comp            | Pres       | Reti       | Comp            | Pres            | Reti            | Comp               | Pres               | Reti               | Comp        | Pres        | Reti        | Pres   | Reti   |        |
| --------------- | -------------------- | --------------- | ---------- | ---------- | --------------- | --------------- | --------------- | ------------------ | ------------------ | ------------------ | ----------- | ----------- | ----------- | ------ | ------ | ------ |
| 2020-2021       | Calahorra B          | TD              | 14         | 0          |                 | -               | -               |                    | -                  | -                  |             | -           | -           | 14     | 0      |        |
| 2020-2021       | Calahorra            | SDB             | 3          | 0          | CR              | 0               | 0               |                    | -                  | -                  |             | -           | -           | 3      | 0      |        |
| 2021-gen. 2022  | Calahorra            | PDR             | 1          | 0          | CR              | 1               |                 | -                  | -                  |                    | -           | -           | 2           | 0      |        |        |
| gen.-giu. 2022  | Ibiza Islas Pitiusas | SDR             | 15         | 0          | CR              | 0               | 0               |                    | -                  | -                  |             | -           | -           | 15     | 0      |        |
| 2022-2023       | Ibiza Islas Pitiusas | SF              | 22         | 0          | CR              | 1               | 0               |                    | -                  | -                  |             | -           | -           | 23     | 0      |        |
| 2023-2024       | Peña Deportiva       | SF              | 11         | 0          | CR              | 0               | 0               |                    | -                  | -                  |             | -           | -           | 11     | 0      |        |
| Totale carriera | Totale carriera      | Totale carriera | 66         | 0          |                 | 2               | 0               |                    | -                  | -                  |             | -           | -           | 68     | 0      |        |